# Tia Texada
Tia Texada (Lake Charles, Louisiana, 1971. december 14. –) amerikai színésznő. Legismertebb szerepe a Harmadik műszak című sorozatban Maritza Cruz hadnagy.

## Élete
Texada Louisianában született 1971-ben. Első filmes szerepét 1993-ban kapta a Coming in Out of the Rain című filmben. 1995-ben a Land's End című bűnügyi sorozatban vendégszerepelt. 1996-ban apró szerepet kapott vámpírtáncosként az Alkonyattól pirkadatig című horrorfilmben George Clooney és Quentin Tarantino mellett. Ugyanebben az évben tíz epizódon keresztül alakította Kacey Martinezt a Malibui szívtiprók című szappanoperában.
Texada ezután animációs sorozatoknak kölcsönözte a hangját, mint A Thornberry család, a Batman of the Future és a Ginger naplója. 2000-ben Renée Zellweger oldalán játszott a Betty nővér című bűnügyi vígjátékban, valamint felbukkant a Csaliban is Jamie Foxxszal. 2001-ben Texada játszott a Glitter című romantikus musicalben, ami Mariah Carey énekesnő főszereplésével készült, és nyolcadik albumáról lett elnevezve.
2002-ben A fülke című thrillerben volt látható Colin Farrell, Forest Whitaker és Kiefer Sutherland társaságában. 2004-ben A spártai című akciófilmben játszott Val Kilmerrel, ugyanebben az évben kapott szerepet a Harmadik műszak című bűnügyi sorozatban, amit 2005-ig játszott a befejező évad bemutatásáig. Texada a sorozat után mellékszerepeket kapott a CSI: Miami helyszínelők, a Gyilkos elmék és a Chuck című sorozatokban, és hangját kölcsönözte a Manny mester, a Ben 10: Ultimate Alien és a Turbó Spuri című animációs sorozatokban.
2012-ben egy rövid szerep erejéig felbukkant az A csodálatos Pókember című filmben Andrew Garfield és Emma Stone oldalán. 2014-ben a Streets of Hope-ban, 2017-ben a Stitchers-ben és 2021-ben a Killer Cheer Mom című tévéfilmben alakított.

## Filmográfia

### Filmes szerepek
| Év   | Cím                    | Eredeti cím                            | Szerep                   | Magyar hangja                                                     |
| ---- | ---------------------- | -------------------------------------- | ------------------------ | ----------------------------------------------------------------- |
| 1993 |                        | Coming in Out of the Rain              | Chrissy                  |                                                                   |
| 1996 | Alkonyattól pirkadatig | From Dusk Till Dawn                    | Bártáncos                | n.a                                                               |
| 1998 |                        | Shadow of Doubt                        | Conchita Perez           |                                                                   |
| 1998 | Paulie                 | Paulie                                 | Ruby / Lupe hangja       |                                                                   |
| 1998 |                        | The Unknown Cyclist                    | Lola                     |                                                                   |
| 1999 | 13. emelet             | The Thirteenth Floor                   | Natasha szobatársa       | n.a                                                               |
| 2000 | Betty nővér            | Nurse Betty                            | Rose                     | 1. magyar változat: Juhász Judit 2. magyar változat: Pikali Gerda |
| 2000 | Csali                  | Bait                                   | Tika                     | n.a                                                               |
| 2001 |                        | Thirteen Conversations About One Thing | Dorrie                   |                                                                   |
| 2001 | Glitter                | Glitter                                | Roxanne                  | Horváth Lili                                                      |
| 2002 |                        | Crazy As Hell                          | Lupa                     |                                                                   |
| 2002 | A fülke                | Phone Booth                            | Asia                     | F. Nagy Erika                                                     |
| 2003 |                        | Welcome to the Neighborhood            | Stephanie                |                                                                   |
| 2004 | A spártai              | Spartan                                | Jackie Black             | Peller Anna                                                       |
| 2006 |                        | 5up 2down                              | Maria                    |                                                                   |
| 2008 |                        | Black Crescent Moon                    | Darla Rosepetal          |                                                                   |
| 2012 | A csodálatos Pókember  | The Amazing Spider-Man                 | Sheila, a hölgy a metrón | n.a                                                               |
| 2014 |                        | Streets of Hope                        | Mrs Villanueva           |                                                                   |

### Televíziós szerepek
| Év        | Cím                                        | Szerep                                 | Megjegyzés |
| --------- | ------------------------------------------ | -------------------------------------- | ---------- |
| 1995      | Land's End                                 | Corina                                 | egy epizód |
| 1996      | Sisters                                    | asszisztens                            | egy epizód |
| 1996      | CBS Schoolbreak Special                    | ?                                      | egy epizód |
| 1996      | High Tide                                  | ?                                      | egy epizód |
| 1996      | Malibui szívtiprók (Malibu Shores)         | Kacey Martinez                         | 10 epizód  |
| 1996      | Vészhelyzet (ER)                           | Gloria Lopez                           | egy epizód |
| 1997      | Runaway Car                                | Lupe                                   | tévéfilm   |
| 1997      | NYPD Blue                                  | Wanda Diaz                             | egy epizód |
| 1998      | Ask Harriet                                | Maria Garcia                           | egy epizód |
| 1998      | Fame L.A.                                  | Tasha                                  | egy epizód |
| 1998      | Brooklyn South                             | Sylvia                                 | egy epizód |
| 1999      | Arli$$                                     | ?                                      | egy epizód |
| 1999      | Working                                    | női lázadó                             | egy epizód |
| 1999–2000 | A Thornberry család (The Wild Thornberrys) | Santusa hangja                         | 2 epizód   |
| 2000      | Batman of the Future (Batman Beyond)       | Trina hangja                           | egy epizód |
| 2000–04   | Static Shock                               | Talon / Teresa / Rita Velasquez hangja | 9 epizód   |
| 2001      | Ginger naplója (As Told by Ginger)         | második falusi hangja                  | egy epizód |
| 2001      | The Mind of the Married Man                | Missy szobatársa                       | egy epizód |
| 2002      | The American Embassy                       | Marissa                                | egy epizód |
| 2002–05   | Harmadik műszak (Third Watch)              | Maritza Cruz                           | 56 epizód  |
| 2006      | The Line-Up                                | Angel Peraza                           | tévéfilm   |
| 2006–07   | The Unit                                   | Mariana Ribera                         | 2 epizód   |
| 2006–09   | Manny mester (Handy Manny)                 | Mrs Alvarez hangja                     | 2 epizód   |
| 2007      | CSI: Miami helyszínelők (CSI: Miami)       | Jane Duncroft                          | egy epizód |
| 2008      | Gyilkos elmék (Criminal Minds)             | Tina Lopez nyomozó                     | egy epizód |
| 2008      | Everybody Hates Chris                      | Ms Rivera                              | egy epizód |
| 2010      | Saving Grace                               | ?                                      | egy epizód |
| 2010      | Huge                                       | Shay                                   | 6 epizód   |
| 2010      | Chuck (Chuck)                              | Hortensia Goya                         | egy epizód |
| 2010      | Firebreather                               | Isabel hangja                          | tévéfilm   |
| 2011      | In Plain Sight                             | Evita                                  | egy epizód |
| 2011      | Ben 10: Ultimate Alien                     | Elena Validus hangja                   | 2 epizód   |
| 2014      | Turbó Spuri (Turbo FAST)                   | Simone hangja                          | egy epizód |
| 2017      | Stitchers                                  | Dr Sophia Torres                       | egy epizód |
| 2021      | Killer Cheer Mom                           | Sanchez nyomozó                        | tévéfilm   |

## Fordítás
- Ez a szócikk részben vagy egészben  a   Tia Texada című angol Wikipédia-szócikk fordításán alapul.  Az eredeti cikk szerkesztőit annak laptörténete sorolja fel. Ez a jelzés csupán a megfogalmazás eredetét és a szerzői jogokat jelzi, nem szolgál a cikkben szereplő információk forrásmegjelöléseként.